# Día Internacional del Oso Polar
El Día Internacional del Oso Polar es una celebración anual  que se lleva a cabo cada 27 de febrero, una fecha importante para concienciar sobre los desafíos que enfrenta esta especie tan poderosa y frágil a la vez, ya que se enfrenta a peligros como la pérdida del hábitat y la caza ilegal. El oso polar fue la primera especie animal en estar en peligro de extinción.
Para este año, la campaña se centra en proteger a las madres y a los cachorros, dándoles la mayor oportunidad de supervivencia, ya que la época de guarida es el momento más vulnerable en la vida de un oso polar. Menos de la mitad de todos los cachorros consiguen llegar a la edad adulta.

## Descripción
El Día de Oso Polar está organizado por Polar Bears International para aumentar la concienciación sobre el impacto de calentamiento global y el problema que deshielo causa a las hábitats de osos polares. Este día anima a las personas a encontrar fórmulas para reducir su producción de carbono, como por bajar la temperatura del termostato o utilizando menos transporte privado (como coches y motos). El día también ha servido para promocionar la instalación de energía renovable en los hogares.

## Repercusión
Muchos zoológicos utilizan el día para educar sobre la conservación de los osos polares y para animar a visitar las exposiciones de osos polares. Jack Shapiro, el director de campaña de lucha contra el cambio climático, que fue diputado bajo el mandato del expresidente americano Barack Obama, utilizó el día para argumentar la necesidad de consagrar acciones para luchar eficazmente contra el cambio climático. La Universidad de Saskatchewan anunció en 2014 que en honor Día del Oso Polar, reducirían el uso de sus termostatos tanto en verano como en invierno.